# Happy Bob som Cyklist
Happy Bob som Cyklist er en dansk stum komediefilm fra 1907 produceret af Nordisk Films Kompagni instrueret af Viggo Larsen efter manuskript af Arnold Richard Nielsen.
Filmen er en del af Nordisk Films serie om karakteren Happy Bob, en impulsiv amerikaner. 

## Handling
Denne artikel mangler et handlingsreferat. Hjælp os med at skrive det.

## Medvirkende
- Storm P. som Happy Bob